# Дель Серро Гранде, Карлос
Карлос дель Серро Гранде (исп. Carlos del Cerro Grande; род. 13 марта 1976, Алькала-де-Энарес, Кастилья-ла-Нуэва) — испанский футбольный судья. Арбитр ФИФА с 2013 года.

## Карьера
Дебют Карлоса в Ла Лиге состоялся 11 сентября 2011 года в матче между «Бетисом» и «Мальоркой». На международной арене дебютировал в сезоне Лиги Европы УЕФА 2013/2014 в матче 2-го квалификационного раунда между «Эльфсборгом» и Даугавой».
Судил финальный этап Чемпионата Европы по футболу 2020. Также становился судьёй финала Лиги Конференций 2022/23.